# Calliphractis
Calliphractis é um gênero de traça pertencente à família Agonoxenidae.